# Baratteria (gioco)
(Giovanni Crisostomo, Homilia 6 in Matthaeum (PG 57, col. 70))
La baratteria nel Medioevo era un luogo al chiuso o talvolta all'aperto dove si giocava d'azzardo. Coloro che gestivano il gioco erano chiamati barattieri.

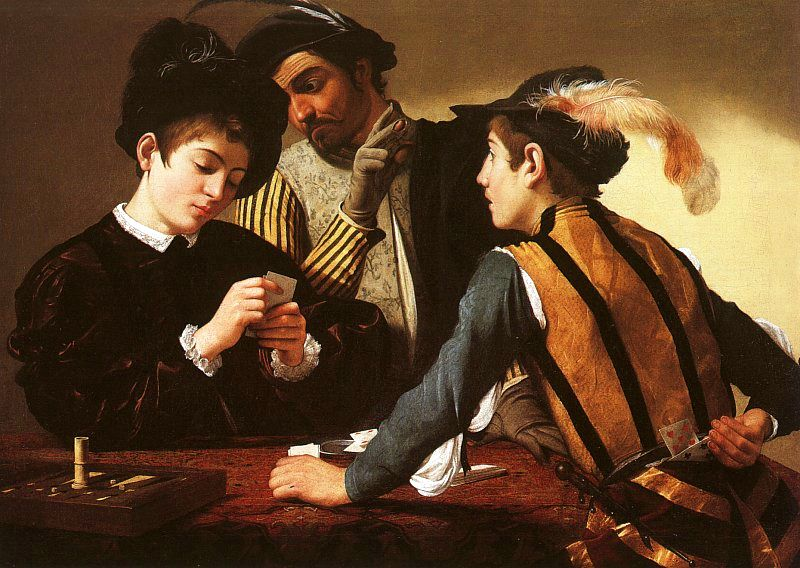
Caravaggio, I bari, 1594 ca.

## Storia della baratteria
(anonimo del XIII secolo dai Carmina Burana)
Di solito il gioco d'azzardo si praticava nella taberna,  frequentata anche dalle prostitute e quindi era ritenuto un luogo di malaffare non tanto per la loro presenza quanto perché praticato dai giocatori.
Il gioco d'azzardo nel Medioevo era perseguito soprattutto perché occasione di frodi e bestemmie.
Nelle Costituzioni di Melfi (III libro, legge XC "L'infamia delle alee e dei dadi"), l'imperatore Federico II di Svevia comandava:
```
a dadi, facendolo di continuo, al punto di non avere altra attività della quale vivere, i frequentatori di taverne, che eleggono le taverne come proprio ambiente naturale, coloro che possiedono giochi d’azzardo o dadi per metterli a disposizione dei suddetti giocatori, siano dichiarati infami, e perciò non siano ammessi a testimoniare né a ricoprire un pubblico ufficio...»
```

Fra il XIII e il XIV secolo si afferma il diritto di giocare d'azzardo, cioè con scommesse in denaro, in luoghi pubblici.
Nasce la baratteria, la bisca pubblica, prima clandestina poi riconosciuta dai poteri locali come dimostra il fatto che in alcuni comuni sia settentrionali che meridionali venisse tassata da una gabella che per esempio ad Amalfi nel 1287 consisteva nella somma annua di 45 once. Gli interessi economici dei Comuni facevano passare in secondo piano la riprovazione morale e religiosa che si era espressa ad es. nelle condanne del domenicano Raimondo di Peñafort e del predicatore francescano Bernardino da Siena.
Si pensò bene attraverso una regolamentazione degli Statuti comunali di adibire alla baratteria appositi luoghi per non esporre alla vista del pubblico questi barattieri, termine che diviene sinonimo di gaglioffo, ribaldo, che gettati in terra su una stuoia nella piazza o sotto i portici, giocavano a dadi bestemmiando.
Riportati al chiuso, spesso in una taberna, i barattieri accrebbero i loro guadagni divenendo i protettori delle prostitute e la loro influenza economica crebbe al punto che poterono organizzarsi in regolari corporazioni con il loro gonfalone (“il quale era bianco, coi Barattieri dipinti, in gualdana e giucando”) sotto la guida di un Potestà della Baratteria (Potestas Barateriorum) a cui era affidato l'incarico di regolare i rapporti con il potere pubblico.
Questi equivoci rapporti con le istituzioni comunali fecero sì che i barattieri fossero incaricati di svolgere, pubblicamente, i lavori più infamanti come pulitori dei pozzi neri o boia incaricati delle pubbliche esecuzioni, oppure, segretamente, gli incarichi di messaggeri e spie.
Il pubblico scandalo della baratteria nel XV secolo era tanto cresciuto che, nonostante i lauti introiti derivanti dalle gabelle sul gioco d'azzardo, alcune autorità comunali stabilirono di vietarne la pratica. Così ordinava ad esempio il Comune di Siena:
«Anco, imperciò che de la barattaria non esce se non male et imperciò che inde biastemmie di Dio et de la beata Maria Vergine et delli altri sancti, ogne dì ne nascono et rapine et furti molti si commettono, statuto et ordinato è, che la barattaria in neuno modo sia tenuta né tenere si possa in alcuna parte de la città di Siena et de' borghi; né alcuno tenga essa barattaria o vero biscazaria sotto pena di X libre di denari per ciascuno contrafacente et ciascuna volta.